# Axel Zitzmann
Axel Zitzmann (21 febbraio 1959) è un ex saltatore con gli sci tedesco orientale.

## Biografia
In Coppa del Mondo esordì il 30 dicembre 1980 a Oberstdorf (63°) e ottenne l'unico podio il 21 marzo 1981 a Planica (3°).
In carriera prese parte a un'edizione dei Mondiali di volo, vincendo una medaglia.

## Palmarès

### Mondiali di volo
- 1 medaglia:
  - 1 argento (individuale a Planica 1979)

### Coppa del Mondo
- Miglior piazzamento in classifica generale: 38º nel 1981
- 1 podio (individuale):
  - 1 terzo posto